# Relações entre Portugal e Uruguai
As relações Portugal-Uruguai referem-se às relações atuais e históricas entre Portugal e o Uruguai. Ambas as nações são membros da Organização dos Estados Ibero-Americanos e das Nações Unidas.

## História
Em 1680, colonos portugueses estabeleceram a Colônia do Sacramento na margem norte do Rio da Prata, na costa oposta de Buenos Aires. A atividade colonial espanhola aumentou à medida que a Espanha tentava limitar a expansão das fronteiras do Brasil por Portugal. Os espanhóis também se moveram para capturar Colonia del Sacramento. O Tratado de Madrid de 1750 garantiu o controle espanhol sobre a Banda Oriental (atual Uruguai) e estabeleceu as fronteiras entre a Espanha e Portugal.
Em 1776, o novo Vice-Reino do Rio da Prata foi estabelecido com sua capital em Buenos Aires e incluiu o território da Banda Oriental. Em 1816, Portugal conquistou a Banda Oriental da Espanha e incorporou o território ao Reino Unido de Portugal, Brasil e Algarves e tornou-se a província da Cisplatina no Brasil. Em 1824, após o cerco de Montevidéu, a Banda Oriental passou a fazer parte do Brasil independente. Em 1825, o recém-nomeado Uruguai tornou-se uma nação independente.
Em 1843, Portugal abriu um consulado em Montevidéu. Em outubro de 1910, o Uruguai reconheceu a República Portuguesa. Em maio de 1918, o Uruguai reconheceu o Presidente Sidónio Pais e o seu Governo.
Em outubro de 1998, o Presidente do Uruguai, Julio María Sanguinetti, fez uma visita ao Porto, Portugal, para participar da 8ª Cúpula Ibero-americana. Em 2003, o presidente português, Jorge Sampaio, fez uma visita oficial ao Uruguai. Em Novembro de 2006, tanto o Presidente de Portugal, Aníbal Cavaco Silva, como o Primeiro-Ministro, José Sócrates, fizeram uma visita ao Uruguai para participarem na XVI Cimeira Ibero-americana em Montevidéu. Em setembro de 2007, o presidente uruguaio Tabaré Vázquez fez uma visita oficial a Portugal.
Em junho de 2019, a União Europeia (que inclui Portugal) e o Mercosul (que inclui o Uruguai) assinaram um acordo de livre comércio.

## Visitas de alto nível

### Visitas de alto nível de Portugal ao Uruguai
- Presidente Jorge Sampaio (2003)
- Presidente Aníbal Cavaco Silva (2006)
- Primeiro Ministro José Sócrates (2006)
- Ministro do Comércio Exterior Luís Campos Ferreira (2015)
- Vice-Ministra das Relações Exteriores Teresa Ribeiro (2016)

### Visitas de alto nível do Uruguai a Portugal
- Presidente Julio María Sanguinetti (1998)
- Presidente Tabaré Vázquez (2007)
- Ministro das Relações Exteriores Pedro Vaz (2009)
- Ministro das Relações Exteriores Rodolfo Nin Novoa (2018)

## Acordos bilaterais
Ambas as nações assinaram vários acordos bilaterais, como um Acordo sobre o Comércio de Vinho (1877); Acordo Comercial (1957); Acordo de Isenção de Visto para Turismo ou Negócios até três meses (1985); Acordo Cultural (1992); Acordo de Promoção e Proteção Mútua de Investimentos (1997); Acordo de Cooperação na Área do Turismo (1998); Acordo para a Prevenção e Repressão do Tráfico Ilícito de Estupefacientes e Substâncias Psicotrópicas e suas Substâncias e Substâncias Químicas Essenciais (1998); Acordo de Cooperação em Defesa (2007); Acordo de Cooperação Econômica (2007); Acordo para evitar a dupla tributação e evitar a evasão fiscal ao nível dos impostos sobre o rendimento e sobre o patrimônio e respectivo protocolo (2009); Memorando de entendimento para consultas políticas de alto nível (2018) e acordo sobre o exercício de atividades profissionais remuneradas por familiares de pessoal diplomático, administrativo e técnico de missões diplomáticas e postos consulares (2018).

## Missões diplomáticas residentes
- Portugal tem embaixada em Montevidéu.[8]
- O Uruguai tem embaixada em Lisboa.[9]